# Andreas Maxsø
Andreas Beyer Maxsø (ur. 18 marca 1994 w Hvidovre) – duński piłkarz grający na pozycji obrońcy.

## Życiorys

### Kariera klubowa
Jest wychowankiem FC Nordsjælland. Do seniorskiego zespołu dołączył w 2012 roku. W rozgrywkach Superligaen zadebiutował 9 grudnia 2012 w przegranym 1:4 meczu z FC København. 31 lipca 2017 odszedł do tureckiego Osmanlısporu. W Süper Lig zagrał po raz pierwszy 13 sierpnia 2017 w przegranym 1:3 spotkaniu z Yeni Malatyasporem. 1 lipca 2018 został na zasadzie wolnego transferu piłkarzem szwajcarskiego FC Zürich. 3 lipca 2019 odszedł do niemieckiego KFC Uerdingen 05. Po 2 miesiącach został piłkarzem Brøndby IF. Po odejściu Kamila Wilczka z zespołu, został nowym kapitanem drużyny, zaledwie po rozegraniu 14 spotkań w Brøndby.

### Kariera reprezentacyjna
Maxsø był członkiem młodzieżowych reprezentacji Danii. W 2016 roku wystąpił wraz z kadrą na igrzyskach olimpijskich w Rio de Janeiro. W pierwszej reprezentacji zadebiutował 11 listopada 2020 w wygranym 2:0 meczu towarzyskim ze Szwecją. W 46. minucie tego spotkania zastąpił Jensa Strygera Larsena.
| Sezon   | Klub             | Kraj       | Rozgrywki       | Mecze | Gole |
| ------- | ---------------- | ---------- | --------------- | ----- | ---- |
| 2012/13 | FC Nordsjælland  | Dania      | Superligaen     | 2     | 0    |
| 2013/14 | FC Nordsjælland  | Dania      | Superligaen     | 12    | 0    |
| 2014/15 | FC Nordsjælland  | Dania      | Superligaen     | 27    | 0    |
| 2015/16 | FC Nordsjælland  | Dania      | Superligaen     | 32    | 2    |
| 2016/17 | FC Nordsjælland  | Dania      | Superligaen     | 33    | 1    |
| 2017/18 | FC Nordsjælland  | Dania      | Superligaen     | 2     | 0    |
| 2017/18 | Osmanlıspor      | Turcja     | Süper Lig       | 20    | 1    |
| 2018/19 | FC Zürich        | Szwajcaria | Super League    | 28    | 1    |
| 2019/20 | KFC Uerdingen 05 | Niemcy     | 3. Fußball-Liga | 5     | 0    |
| 2019/20 | Brøndby IF       | Dania      | Superligaen     | 28    | 1    |
| 2020/21 | Brøndby IF       | Dania      | Superligaen     | 11    | 0    |

Stan na 22 grudnia 2020